# ساکی، کریمه
ساکی (به لاتین: Saky) یک شهر در روسیه است که در شبه‌جزیره کریمه واقع شده‌است. ساکی ۲۹ کیلومتر مربع مساحت و ۲۵٬۱۴۶ نفر جمعیت دارد و ۱۰ متر بالاتر از سطح دریا واقع شده‌است.